# Ramón Campos (cinéaste)
Pour les articles homonymes, voir Ramón Campos, Campos et Sáez.
Ramón Campos Sáez, né à Noia en 1975, est un cinéaste, producteur de cinéma et écrivain espagnol d'origine galicienne.

## Biographie
Né à Noia, en Galice, Ramón Campos étudie à l'université de Navarre.
Il est le co-fondateur de la société de production Bambú Producciones avec Teresa Fernández-Valdés.
Il est le créateur, entre autres, des fictions à succès Patricia Marcos, la disparue, Grand Hôtel, Velvet, Fariña et Les Demoiselles du téléphone.
En 2024, il réalise l'adaptation télévisuelle de L'Affaire Asunta, sur l'infanticide d'Asunta Basterra Porto, avec Candela Peña dans le rôle de Rosario Porto Ortega et de Tristán Ulloa dans le rôle d'Alfonso Basterra Camporro
.

## Télévision
- 2008 : Patricia Marcos, la disparue
- 2011 : Grand Hôtel
- 2014 : Velvet
- 2017-2020 : Les Demoiselles du téléphone
- 2018 : Fariña [6]
- 2024 : L'Affaire Asunta